# دیوید بارنیا
دیوید بارنیا (عبری: דוד (דדי) ברנע‎؛ زادهٔ ۲۹ مارس ۱۹۶۵) رئیس فعلی موساد است که در ژوئن ۲۰۲۱ جانشین یوسی کوهن شد. بارنیا به عنوان سرباز رزمی در یگان تکاوران ستاد کل فرماندهی عملیات ارتش اسرائیل خدمت می‌کرد و در سال ۱۹۹۶ به موساد پیوست. او از سال ۲۰۱۹ معاون مدیر موساد بوده است.

## اوایل زندگی
بارنیا در اشکلون به دنیا آمد و در ریشون لزیون بزرگ شد. پدرش جوزف برونر (بارنیا) به همراه خانواده‌اش از آلمان نازی گریخت و در سه‌سالگی به اسرائیل مهاجرت کرد. جوزف فارغ‌التحصیل یشیوای هاپوئل هامیزراخی در بنی براک بود و در سن ۱۶سالگی به پالماخ پیوست. او همراه گردان سوم سازمان در نبی یوشع و صفد جنگید و سپس به عنوان افسر با درجه سرهنگ دومی در نیروی هوایی اسرائیل خدمت کرد. او همچنین مدیر شرکت تادیران بود. مادرش، نائومی، در کشتی SS Patria به دنیا آمد و به عنوان معلم و مدیر مدرسه کار می‌کرد.
بارنیا در مدرسهٔ شبانه‌روزی نظامی برای فرماندهی در تل‌آویو تحصیل کرد، و در سال ۱۹۸۳ به ارتش اسرائیل پیوست. او خدمت سربازی خود را در هنگ شناسایی یگان تکاوری فوق ویژه ستاد کل فرماندهی و عملیات ارتش اسرائیل انجام داد. او بعداً در ایالات متحده تحصیل کرد و مدرک کارشناسی خود را از موسسهٔ فناوری نیویورک و مدرک MBA را از دانشگاه پیس گرفت. او سپس به عنوان مدیر بازرگانی در یک بانک سرمایه‌گذاری در اسرائیل مشغول به کار شد.

## زندگی حرفه‌ای
در سال ۱۹۹۶ بارنیا به موساد پیوست. او در قسمت تزومت، فرماندهی واحدهای عملیاتی در اسرائیل و خارج از کشور، خدمت کرد. او به مدت دو سال و نیم نائب‌رئیس قسمت کِشِت بود که وظیفه نفوذ و نظارت بر اهداف را بر عهده دارد. وی در سال ۲۰۱۳ به عنوان رئیس قسمت تزومت منصوب شد. در زمان تصدی ریاست تزومت توسط بارنیا، چهار جایزهٔ امنیت ملی اسرائیل به این قسمت اهدا شد. او در سال ۲۰۱۹ به عنوان معاون رئیس موساد و در ژوئن ۲۰۲۱ به ریاست موساد منصوب شد.
پس از آغاز جنگ بین حماس و اسرائیل در سال ۲۰۲۳، بارنیا تلاش کرد برای آزادی گروگان‌های اسرائیلی با حماس به توافق دست یابد. در ۹ نوامبر، بارنیا با ویلیام جی برنز، رئیس سیا و محمد بن عبدالرحمن آل ثانی، نخست‌وزیر قطر در دوحه ملاقات کرد تا در بارهٔ امکان آتش‌بس و آزادی گروگان‌ها رایزنی کند. علاوه بر برنز، رئیس سیا، بارنیا نیز در مذاکرات بین بایدن رئیس‌جمهور آمریکا و نخست‌وزیر نتانیاهو دربارهٔ آزادی گروگان‌ها حضور داشت. بارنیا بر نتانیاهو، که گفته می‌شود مدت‌ها راه‌حل صرفاً نظامی را ترجیح می‌داد، پیروز شد.

## زندگی شخصی
بارنیا متأهل و پدر چهار فرزند است. او یک برادر حریدی دارد.